# ヴィタヤ・パンスリンガム
ヴィタヤ・パンスリンガム（Vithaya Pansringarm、1959年 - ）は、タイの俳優。日本語では「ウィッタヤー・パンシリガーム」と表記されることもある。

## 経歴
1959年、バンコクに生まれる。ニューヨーク工科大学にてグラフィック・デザインを学ぶ。1987年にタイへ戻ったのち、2010年、長編映画に初出演。2013年、ニコラス・ウィンディング・レフン監督の『オンリー・ゴッド』に出演する。2014年、『The Last Executioner』で第17回上海国際映画祭最優秀男優賞を受賞する。

## フィルモグラフィー
- ラルゴ・ウィンチ -裏切りと陰謀-（2011年）
- Mindfulness and Murder（2011年）
- ハングオーバー!! 史上最悪の二日酔い、国境を越える（2011年）
- Trade of Innocents（2012年）
- ニンジャ・アベンジャーズ（2013年） - サン将軍 役
- オンリー・ゴッド（2013年）
- レクイエム 最後の銃弾（2013年）
- ルパン三世（2014年） - ナローン 役
- The Last Executioner（2014年）
- メカニック:ワールドミッション（2016年）
- オペレーション・メコン（2016年）
- SPL 狼たちの処刑台（2017年）
- MEG ザ・モンスター（2018年）
- 暁に祈れ（2018年）
- 13人の命（2022年）